# Litoria maculosa
Litoria maculosa е вид земноводно от семейство Дървесници (Hylidae).

## Разпространение
Видът е разпространен в Австралия.